# استقلال (كاسان)
استقلال هي بلدة في مقاطعة كاسان في ولاية قشقداريا في أوزبكستان.